# Prosthechea bohnkiana
Prosthechea bohnkiana är en orkidéart som beskrevs av Vitorino Paiva Castro och George Francis, Jr. Carr. Prosthechea bohnkiana ingår i släktet Prosthechea och familjen orkidéer. Inga underarter finns listade i Catalogue of Life.